# Tipula griseipennis
Tipula griseipennis är en tvåvingeart som beskrevs av Enrico Adelelmo Brunetti 1912. Tipula griseipennis ingår i släktet Tipula och familjen storharkrankar. Inga underarter finns listade i Catalogue of Life.